# Zhongyang
Zhongyang (chinesisch 中阳县, Pinyin Zhōngyáng Xiàn) ist ein chinesischer Kreis der bezirksfreien Stadt Lüliang in der Provinz Shanxi. Zhongyang liegt ca. 17 km südsüdöstlich von Lishi, dem Stadtzentrum Lüliangs, und ca. 140 km westsüdwestlich von Taiyuan, der Provinzhauptstadt Shanxis.
Der Kreis hat eine Fläche von 1.435 km² und 138.498 Einwohner (Stand: Zensus 2020) mit wachsender Tendenz, die durch die günstige Entwicklung der Grundstoffindustrien und ihren Ausbau bewirkt wurde. Zentrum und Sitz der Kreisregierung ist die Großgemeinde Ningxing, die in einem Tal entlang eines kleinen Flusses liegt. Die leicht gebirgige Umgebung gehört zu den Kohleabbaugebieten der Provinz Shanxi. Die Großgemeinde wird vom Bergwerk und dem Stahlwerk (Pinyin: Zhonggang, 中钢) dominiert.
Zhongyang ist über die Autobahn von Lishi aus und über weiterführende Landstraßen gut zu erreichen.

## Administrative Gliederung
Auf Gemeindeebene setzt sich Zhongyang aus fünf Großgemeinden und zwei Gemeinden zusammen. Diese sind:
- Großgemeinde Ningxing (宁兴镇), Zentrum, Sitz der Kreisregierung;
- Großgemeinde Jinluo (金罗镇);
- Großgemeinde Zhike (枝柯镇);
- Großgemeinde Wujiazhuang (武家庄镇);
- Großgemeinde Nuanquan (暖泉镇);
- Gemeinde Xiazaolin (下枣林乡);
- Gemeinde Chemingyu (车鸣峪乡).